# Guglielmo Bosca
Guglielmo Bosca (Milano, 5 giugno 1993) è uno sciatore alpino italiano.

## Biografia
Bosca, fratello di Giulio, a sua volta sciatore alpino di alto livello, residente a Courmayeur e attivo in gare FIS dal gennaio del 2009, in Coppa Europa ha esordito il 23 febbraio 2011 a Sarentino in discesa libera (95º) e ha colto il primo podio il 14 gennaio 2016 a Radstadt-Reiteralm in supergigante (2º). In Coppa del Mondo ha debuttato il 22 gennaio 2016 a Kitzbühel in supergigante (50º) e ha colto il primo piazzamento a punti il 27 dicembre dello stesso anno a Santa Caterina Valfurva in supergigante (27º); ai Mondiali di Courchevel/Méribel 2023, sua prima presenza iridata, si è classificato 26º nel supergigante. Il 27 gennaio 2024 ha conquistato il primo podio in Coppa del Mondo nel supergigante di Garmisch-Partenkirchen (2º); non ha preso parte a rassegne olimpiche.

## Palmarès

### Coppa del Mondo
- Miglior piazzamento in classifica generale: 25º nel 2024
- 1 podio (in supergigante):
  - 1 secondo posto

### Coppa Europa
- Miglior piazzamento in classifica generale: 24º nel 2016
- 5 podi:
  - 2 secondi posti (in supergigante)
  - 3 terzi posti (1 in discesa libera, 1 in supergigante, 1 in combinata)

### South American Cup
- Miglior piazzamento in classifica generale: 4º nel 2018
- 4 podi:
  - 2 secondi posti (in discesa libera)
  - 2 terzi posti (1 in supergigante, 1 in combinata)

### Campionati italiani
- 10 medaglie[2]:
  - 2 ori (combinata nel 2017; supergigante nel 2024)
  - 3 argenti (supergigante nel 2015; supergigante nel 2016; discesa libera nel 2017)
  - 5 bronzi (combinata nel 2015; supergigante nel 2017; discesa libera, supergigante nel 2023; discesa libera nel 2024)

### Campionati italiani juniores
- 6 medaglie:
  -  1 argento (in slalom gigante)
  -  5 bronzi (due in discesa libera, due in supergigante, uno in slalom gigante)[senza fonte]